# Pièces en euro du Portugal
Les pièces en euro du Portugal sont les pièces de monnaie en euro frappées par le Portugal et mises en circulation par la Imprensa Nacional - Casa da Moeda (INCM). L'euro a remplacé l'ancienne monnaie nationale, l'escudo portugais, le 1er janvier 1999 (entrée dans la zone euro) au taux de conversion de 1 euro = 200,482 escudos. Les pièces en euro portugaises ont cours légal dans la zone euro depuis le 1er janvier 2002.

## Pièces destinées à la circulation

### Face commune et spécifications techniques
Comme toutes les pièces en euro destinées à la circulation, les pièces portugaises répondent aux spécifications techniques communes et présentent un revers commun utilisé par tous pays de la zone euro. Celui-ci indique la valeur de la pièce. Le Portugal utilise la deuxième version du revers depuis 2008.

### Faces nationales des pièces courantes
Les dessins des faces nationales portugaises ont été choisis par un jury parmi 35 projets présentés. Le 16 février 1998, l'institut monétaire a annoncé les dessins retenus. Ils sont l'œuvre de Vitor Manuel Fernandes dos Santos.
Les huit pièces présentent trois dessins différents présentant tous le sceau du Roi Alphonse Ier, à trois époques différentes, entouré, en haut, de sept châteaux et, en bas, de cinq écussons comprenant chacun cinq points. Les châteaux et les écussons étant extraits des armoiries du Portugal. Entourant chaque château, les lettres formant le nom du pays émetteur PORTUGAL. Entre chaque écusson, les chiffres formant le millésime. Le tout est entouré des 12 étoiles du drapeau européen en creux dans un anneau.
Le sceau central date :
- de 1134 pour les pièces de 1 à 5 centimes ;
- de 1142 pour les pièces de 10 à 50 centimes ;
- de 1144 pour les pièces de 1 et 2 euros.

Le premier millésime indiqué est 2002, date de la mise en circulation des pièces.
La description des faces nationales du Portugal et des 14 autres pays ayant adopté l'euro fiduciaire en 2002 a été publiée dans le Journal officiel de l'Union européenne, le 28 décembre 2001.
| 1 centime               | 2 centimes              | 5 centimes                              |
| ----------------------- | ----------------------- | --------------------------------------- |
|                         |                         |                                         |
| Le sceau royal de 1134. |                         |                                         |
| 10 centimes             | 20 centimes             | 50 centimes                             |
|                         |                         |                                         |
| Le sceau royal de 1142. |                         |                                         |
| 1 euro                  | 2 euros                 | Gravure sur la tranche (2 euros)        |
|                         |                         |                                         |
| Le sceau royal de 1144. | Le sceau royal de 1144. | Les sept châteaux et les cinq écussons. |

### Pièces commémoratives de 2 euros
Le Portugal émet chaque année au moins une pièce commémorative de 2 € depuis 2007.

#### De 2007 à 2009
| 2007                               | |                      |
| 50e anniversaire du traité de Rome | |                      |
|                                    | Tous les pays de la zone euro, dont le Portugal, ont émis le 25 mars 2007 une pièce commémorative de 2 € pour célébrer le 50e anniversaire du traité de Rome. Le centre de la pièce représente le traité signé par les six États membres fondateurs devant un arrière-plan évoquant le dallage, dessiné par Michel-Ange, de la place du Capitole, à Rome, où le traité a été signé le 25 mars 1957. Le mot EUROPA (Europe) figure au-dessus du livre. La légende TRATADO DE ROMA (Traité de Rome) et 50 ANOS (50 ans) est inscrite au-dessus du dessin. Le millésime 2007 et le nom du pays émetteur PORTUGAL sont inscrits sous le dessin. L'anneau externe de la pièce comporte les douze étoiles du drapeau européen. |                      |
| Graveur :                          | \| Gravure sur la tranche : \| Date : \| Tirage : \| \| \| 25 mars 2007 \| 2 millions de pièces \| |                      |
| Gravure sur la tranche :           | Date : | Tirage :             |
|                                    | 25 mars 2007 | 2 millions de pièces |

| 2007                                                   | |                      |
| Présidence portugaise du Conseil de l'Union européenne | |                      |
|                                                        | La représentation d'un chêne-liège (Quercus suber) sous les branches duquel on trouve les armoiries portugaises, du côté gauche ; du côté droit, le mot POR TU GAL est écrit sur trois lignes. La légende 2007 PRESIDÊNCIA DO CONSELHO DA UE (2007 Présidence du Conseil de l'UE) est inscrite en demi-cercle dans le bas près des armoiries. L'anneau externe de la pièce comporte les douze étoiles du drapeau européen. |                      |
| Graveur : Irene Vilar                                  | \| Gravure sur la tranche : \| Date : \| Tirage : \| \| \| Juillet 2007 \| 2 millions de pièces \| |                      |
| Gravure sur la tranche :                               | Date : | Tirage :             |
|                                                        | Juillet 2007 | 2 millions de pièces |

| 2008                                                                 | |                  |
| 60e anniversaire de la Déclaration universelle des droits de l'homme | |                  |
|                                                                      | Les armoiries portugaises dans la partie supérieure, au-dessus du nom du pays émetteur PORTUGAL, le millésime 2008 et un dessin géométrique dans la moitié inférieure. La légende 60 ANOS DA DECLARAÇÃO UNIVERSAL DOS DIREITOS HUMANOS (60 ans de la déclaration universelle des droits de l'homme) est inscrite le long des deux tiers inférieurs du noyau interne. L'anneau externe de la pièce comporte les douze étoiles du drapeau européen. |                  |
| Graveur : João Duarte                                                | \| Gravure sur la tranche : \| Date : \| Tirage : \| \| \| Septembre 2008 \| 1 035 000 pièces \| |                  |
| Gravure sur la tranche :                                             | Date : | Tirage :         |
|                                                                      | Septembre 2008 | 1 035 000 pièces |

| 2009                                                | |                         |
| 10e anniversaire de l'Union économique et monétaire | |                         |
|                                                     | Tous les pays de la zone euro ont émis le 1er janvier une pièce commémorative de 2 € pour célébrer le 10e anniversaire de l'Union économique et monétaire. Le centre de la pièce illustre une silhouette humaine stylisée dont le bras gauche est prolongé par le symbole de l'euro. Le nom du pays émetteur PORTUGAL apparaît dans la partie supérieure, tandis que l'indication 1999-2009 et l'acronyme UEM (pour União Económica e Monetária, Union économique et monétaire) apparaissent dans la partie inférieure. L'anneau externe de la pièce représente les douze étoiles du drapeau européen. |                         |
| Graveur : Geórgios Stamatópoulos                    | \| Gravure sur la tranche : \| Date : \| Tirage : \| \| \| 1er janvier 2009 \| 1.285 million de pièces \| |                         |
| Gravure sur la tranche :                            | Date : | Tirage :                |
|                                                     | 1er janvier 2009 | 1.285 million de pièces |

| 2009                                  | |                        |
| Jeux de la Lusophonie 2009 à Lisbonne | |                        |
|                                       | Un gymnaste avec un ruban. En haut, l'écusson du Portugal est situé dans un demi-cercle formé par l'indication du pays émetteur PORTUGAL. En bas, en demi-cercle, la légende 2. os JOGOS DA LUSOFONIA LISBOA (2e Jeux de la Lusophonie Lisbonne). Dans une boucle du ruban, à gauche, le millésime 2009. L'anneau externe de la pièce comporte les douze étoiles du drapeau européen, sur fond de lignes concentriques. |                        |
| Graveur : José Aurélio                | \| Gravure sur la tranche : \| Date : \| Tirage : \| \| \| Juin 2009 \| 1,25 million de pièces \| |                        |
| Gravure sur la tranche :              | Date : | Tirage :               |
|                                       | Juin 2009 | 1,25 million de pièces |

#### De 2010 à 2019
| 2010                                                             | |                          |
| 100e anniversaire de l'instauration de la République du Portugal | |                          |
|                                                                  | Au centre, les armoiries portugaises et l'allégorie de la république, República, deux des symboles les plus représentatifs de la République portugaise, autour desquelles figurent le nom du pays émetteur REPÚBLICA PORTUGUESA et les années 1910-2010. L'anneau externe de la pièce comporte les douze étoiles du drapeau européen. |                          |
| Graveur : José Cândido                                           | \| Gravure sur la tranche : \| Date : \| Tirage : \| \| \| Septembre 2010 \| 2.035 millions de pièces \| |                          |
| Gravure sur la tranche :                                         | Date : | Tirage :                 |
|                                                                  | Septembre 2010 | 2.035 millions de pièces |

| 2011                                                                                         | |                |
| 500e anniversaire de la naissance de l'explorateur et écrivain portugais Fernão Mendes Pinto | |                |
|                                                                                              | La représentation d'un voilier naviguant sur une mer formée de mots faisant référence au Portugal, à Lisbonne, au livre de Fernão Mendes Pinto et à certaines destinations de ses voyages. Le nom du pays émetteur PORTUGAL est inscrit en dessous; celui de l'explorateur, FERNÃO MENDES PINTO, entouré des années 1511 et 2011, apparaît en haut. L'anneau externe de la pièce comporte les douze étoiles du drapeau européen. |                |
| Graveur : Isabelle Carriço Fernando Branco                                                   | \| Gravure sur la tranche : \| Date : \| Tirage : \| \| \| 15 septembre 2011 \| 520 000 pièces \| |                |
| Gravure sur la tranche :                                                                     | Date : | Tirage :       |
|                                                                                              | 15 septembre 2011 | 520 000 pièces |

| 2012                                                                         | |                |
| 10e anniversaire de la mise en circulation des billets et des pièces en euro | |                |
|                                                                              | Le dessin au centre de la pièce symbolise la place acquise en dix ans par l'euro, qui est désormais un acteur mondial à part entière, et son importance dans la vie quotidienne, différents aspects étant décrits : les citoyens (représentés par une famille de quatre personnes), le commerce (le bateau), l'industrie (l'usine) et l'énergie (les éoliennes). Le nom du pays émetteur PORTUGAL est apposé en haut de la pièce. L'anneau externe de la pièce comporte les douze étoiles du drapeau européen. |                |
| Graveur : Helmut Andexlinger                                                 | \| Gravure sur la tranche : \| Date : \| Tirage : \| \| \| 24 février 2012 \| 520 000 pièces \| |                |
| Gravure sur la tranche :                                                     | Date : | Tirage :       |
|                                                                              | 24 février 2012 | 520 000 pièces |

| 2012                                                                  | |                |
| Désignation de Guimarães comme capitale européenne de la culture 2012 | |                |
|                                                                       | La ville de Guimarães est représentée par trois de ses symboles : une représentation stylisée du roi Alphonse-Henri, de son épée et d'une partie du château de la ville. À gauche, les armoiries portugaises au-dessus du nom du pays émetteur PORTUGAL. En bas à droite, le logo de l'événement avec la mention GUIMARÃES 2012. L'anneau extérieur de la pièce comporte les douze étoiles du drapeau européen. |                |
| Graveur : José de Guimarães                                           | \| Gravure sur la tranche : \| Date : \| Tirage : \| \| \| Juin 2012 \| 520 000 pièces \| |                |
| Gravure sur la tranche :                                              | Date : | Tirage :       |
|                                                                       | Juin 2012 | 520 000 pièces |

| 2013                                                       | |                |
| 250e anniversaire de la construction de la Tour des Clercs | |                |
|                                                            | Vue depuis le bas de La Tour des Clercs, à Porto, à gauche du Pont Dom-Luís et de l'écusson du Portugal, en dessous duquel est indiqué le nom du pays émetteur PORTUGAL. En haut la légende 250 ANOS TORRE DOS CLÉRIGOS (250 ans Tour des Clercs) suivie du millésime 2013. L'anneau externe de la pièce comporte les douze étoiles du drapeau européen. |                |
| Graveur : Hugo Maciel                                      | \| Gravure sur la tranche : \| Date : \| Tirage : \| \| \| 20 juin 2013 \| 525 000 pièces \| |                |
| Gravure sur la tranche :                                   | Date : | Tirage :       |
|                                                            | 20 juin 2013 | 525 000 pièces |

| 2014                                                           | |                |
| 40e anniversaire de la Révolution des Œillets du 25 avril 1974 | |                |
|                                                                | Sur un œillet stylisé, la date du 25 DE ABRIL (25 avril), sous l'écusson du Portugal et au-dessus de la légende 40 ANOS (40 ans), en 2 lignes. En haut de la pièce, la mention du pays émetteur PORTUGAL. En bas, au centre, le millésime 2014 . L'anneau externe de la pièce comporte les douze étoiles du drapeau européen. |                |
| Graveur : José Texeira                                         | \| Gravure sur la tranche : \| Date : \| Tirage : \| \| \| 23 avril 2014 \| 500 000 pièces \| |                |
| Gravure sur la tranche :                                       | Date : | Tirage :       |
|                                                                | 23 avril 2014 | 500 000 pièces |

| 2014                                            | |                |
| Année internationale de l'agriculture familiale | |                |
|                                                 | La représentation d'un champ avec différents outils et produits agricoles (un poulet, des citrouilles, un panier de pommes de terre et d'autres légumes et fleurs). À gauche, la légende AGRICULTURA FAMILIAR (agriculture familiale). À droite, la mention du pays émetteur PORTUGAL et le millésime 2014. L'anneau externe de la pièce comporte les douze étoiles du drapeau européen. |                |
| Graveur : Hélder Batista                        | \| Gravure sur la tranche : \| Date : \| Tirage : \| \| \| 31 octobre 2014 \| 500 000 pièces \| |                |
| Gravure sur la tranche :                        | Date : | Tirage :       |
|                                                 | 31 octobre 2014 | 500 000 pièces |

| 2015                                            | |                |
| 150e anniversaire de la Croix-Rouge portugaise, | |                |
|                                                 | À droite, 5 croix similaires au logo de la Croix-Rouge s'emboîtant pour montrer l'expansion de l'action humanitaire. À gauche une main stylisée. En haut, l'écusson portugais surmontant le nom du pays émetteur PORTUGAL. La légende CRUZ VERMELHA PORTUGUESA (Croix-Rouge portugaise) forme un arc de cercle à gauche. En bas, les années 1865•2015 séparées de la légende par un point. L'anneau externe de la pièce comporte les douze étoiles du drapeau européen. |                |
| Graveur : António Marinho                       | \| Gravure sur la tranche : \| Date : \| Tirage : \| \| \| Avril 2015 \| 520 000 pièces \| |                |
| Gravure sur la tranche :                        | Date : | Tirage :       |
|                                                 | Avril 2015 | 520 000 pièces |

| 2015                                                   | |                |
| 500e anniversaire des premiers échanges avec le Timor, | |                |
|                                                        | La représentation d'un bateau du XVIe siècle naviguant sur la mer. En bas de la pièce figure le toit de chaume d'une maison traditionnelle du Timor ornée d'une sculpture en bois évoquant bateaux et chevaux. En haut, à droite, l'année 1515 et le nom du pays émetteur PORTUGAL. En bas, à gauche, le pays commémoré TIMOR et le millésime 2015. L'anneau externe de la pièce comporte les douze étoiles du drapeau européen. |                |
| Graveur : Fernando Fonseca                             | \| Gravure sur la tranche : \| Date : \| Tirage : \| \| \| Juillet 2015 \| 520 000 pièces \| |                |
| Gravure sur la tranche :                               | Date : | Tirage :       |
|                                                        | Juillet 2015 | 520 000 pièces |

| 2015                                  | |                |
| 30e anniversaire du drapeau européen, | |                |
|                                       | Le drapeau européen dessiné grossièrement, entouré par douze bonshommes stylisés. En haut à droite, le nom du pays émetteur PORTUGAL suivi des années 1985-2015. L'anneau externe de la pièce comporte les douze étoiles du drapeau européen. |                |
| Graveur : Geórgios Stamatópoulos      | \| Gravure sur la tranche : \| Date : \| Tirage : \| \| \| Novembre 2015 \| 520 000 pièces \| |                |
| Gravure sur la tranche :              | Date : | Tirage :       |
|                                       | Novembre 2015 | 520 000 pièces |

| 2016                                       | |                |
| Jeux olympiques à Rio de Janeiro (Brésil), | |                |
|                                            | Représentation de l'œuvre Cœur indépendant rouge de l'artiste portugaise Joana Vasconcelos. À gauche, le nom de l'artiste JOANA VASCONCELOS. À droite, la légende EQUIPA OLÍMPICA DE PORTUGAL 2016. En bas, le logo du Comité olympique du Portugal. L'anneau externe de la pièce comporte les douze étoiles du drapeau européen. |                |
| Graveur : Joana Vasconcelos                | \| Gravure sur la tranche : \| Date : \| Tirage : \| \| \| Mars 2016 \| 650 000 pièces \| |                |
| Gravure sur la tranche :                   | Date : | Tirage :       |
|                                            | Mars 2016 | 650 000 pièces |

| 2016                                                                                                | |                |
| 50e anniversaire de l'inauguration du Pont du 25 Avril au-dessus du Tage à Lisbonne, le 6 août 1966 | |                |
| | Représentation du Pont du 25 avril, premier pont suspendu au-dessus du Tage, appelé Pont Salazar à l'origine. L'eau est stylisée par des lignes horizontales parallèles. Au-dessus du pont, les armoiries du Portugal et la mention du pays émetteur PORTUGAL. Sous le pont, son nom PONTE 25 DE ABRIL, l'année de sa construction 1966 et le millésime 2016. |                |
| Graveur : José Aurelio                                                                              | \| Gravure sur la tranche : \| Date : \| Tirage : \| \| \| Juillet 2016 \| 500 000 pièces \| |                |
| Gravure sur la tranche :                                                                            | Date : | Tirage :       |
| | Juillet 2016 | 500 000 pièces |

| 2017                                                  | |                |
| 150e anniversaire de la Polícia de Segurança Pública, | |                |
|                                                       | Deux silhouettes de têtes humaines au-dessus de représentations stylisées de quatre maisons. Les deux têtes et l'une des maisons sont traversées par des lignes obliques rappelant les voitures de police. Deux maisons comportent des points et la 2e maison, à partir de la gauche, comporte le chiffre 3. À droite, les mots DIREITOS (droits), LIBERDADES (libertés) et GARANTIAS (garanties) représentant les trois piliers de la citoyenneté. En haut, les lettres PSP (pour Polícia de Segurança Pública) suivi du logo simplifié de la police. À gauche, la légende 1867 - 2017 SEGURANÇA PÚBLICA (1867 - 2017 Sécurité publique). En bas, la mention de l'institut monétaire INCM suivi du nom du graveur en toutes lettres JOSÉ DE GUIMARÃES et de la mention du pays émetteur PORTUGAL. L'anneau externe de la pièce comporte les douze étoiles du drapeau européen. |                |
| Graveur : José de Guimarães                           | \| Gravure sur la tranche : \| Date : \| Tirage : \| \| \| Juillet 2017 \| 520 000 pièces \| |                |
| Gravure sur la tranche :                              | Date : | Tirage :       |
|                                                       | Juillet 2017 | 520 000 pièces |

| 2017 | |                |
| 150e anniversaire de la naissance de l'écrivain portugais Raúl Brandão, le 12 mars 1867 à Foz do Douro, | |                |
| | L'effigie de Raúl Brandão portant un nœud papillon et un chapeau et tournée vers la gauche. À gauche, son nom en trois lignes RAUL BRAN-DAO au-dessus des années 1867 et 2017, l'une au-dessus de l'autre. Dans son cou, la mention du pays émetteur PORTUGAL. L'anneau externe de la pièce comporte les douze étoiles du drapeau européen. |                |
| Graveur : Luís Filipe de Abreu                                                                          | \| Gravure sur la tranche : \| Date : \| Tirage : \| \| \| Octobre 2017 \| 520 000 pièces \| |                |
| Gravure sur la tranche :                                                                                | Date : | Tirage :       |
| | Octobre 2017 | 520 000 pièces |

| 2018                                         | |                |
| 250e anniversaire de l'Imprimerie nationale, | |                |
|                                              | Texte typographique en majuscules en 8 lignes 1768-2018 IMPRENSA NACIONAL DUZENTOS E CINQUENTA 250 ANOS PORTUGAL MMXVIII (1768-2018 Imprimerie nationale deux cent cinquante 250 ans Portugal MMXVIII) exposés comme les livres d'une bibliothèque. L'anneau externe de la pièce comporte les douze étoiles du drapeau européen. |                |
| Graveur : Eduardo Aires                      | \| Gravure sur la tranche : \| Date : \| Tirage : \| \| \| 2e semestre 2018 \| 520 000 pièces \| |                |
| Gravure sur la tranche :                     | Date : | Tirage :       |
|                                              | 2e semestre 2018 | 520 000 pièces |

| 2018                                                       | |                |
| 250e anniversaire du Jardim Botânico da Ajuda, à Lisbonne, | |                |
|                                                            | Représentation d'un très ancien dracaena, symbole du jardin botanique. En haut, la légende 250 ANOS JARDIM BOTÂNICO DA AJUDA. En bas, la mention du pays émetteur PORTUGAL suivie du millésime 2018. L'anneau externe de la pièce comporte les douze étoiles du drapeau européen. |                |
| Graveur : João Fazenda                                     | \| Gravure sur la tranche : \| Date : \| Tirage : \| \| \| 2e semestre 2018 \| 520 000 pièces \| |                |
| Gravure sur la tranche :                                   | Date : | Tirage :       |
|                                                            | 2e semestre 2018 | 520 000 pièces |

| 2019 | |                |
| 500e anniversaire du départ de Fernand de Magellan de Séville, le 10 août 1519 pour une circumnavigation autour de la Terre, | |                |
| | Effigie de Fernand de Magellan. À droite, la légende CIRCUM NAVEGAÇÃO (circumnavigation) au-dessus du texte en plus grand 1519 FERNÃO·DE·MĀGĀLHÃES (1519 Fernand de Magellan). À gauche, le millésime et la mention du pays émetteur 2019·PORTUGĀL. L'anneau externe de la pièce comporte les douze étoiles du drapeau européen. |                |
| Graveur : | \| Gravure sur la tranche : \| Date : \| Tirage : \| \| \| 8 mai 2019 \| 750 000 pièces \| |                |
| Gravure sur la tranche : | Date : | Tirage :       |
| | 8 mai 2019 | 750 000 pièces |

| 2019 | |                |
| 600e anniversaire de la découverte de Madère et de Porto Santo par les navigateurs portugais Bartolomeu Perestrelo et Tristão Vaz Teixeira, | |                |
| | Carte de l'archipel de Madère entourée de la légende 600 anos do Descobrimento da Madeira e do Porto Santo (600 ans de la découverte de Madère et de Porto Santo), de la mention du pays émetteur Portugal et du millésime 2019. L'anneau externe de la pièce comporte les douze étoiles du drapeau européen. |                |
| Graveur : | \| Gravure sur la tranche : \| Date : \| Tirage : \| \| \| 6 juin 2019 \| 520 000 pièces \| |                |
| Gravure sur la tranche : | Date : | Tirage :       |
| | 6 juin 2019 | 520 000 pièces |

#### Depuis 2020
| 2020                                                                   | |                |
| 730e anniversaire de la fondation de l'Université de Coimbra, en 1290, | |                |
|                                                                        | Sur 4 lignes, le texte UNIVERSIDADE DE COIMBRA 730 ANOS (Université de Coimbra 730 ans) dans lequel on retrouve 6 triangles, symbolisant les toits de l'université. Au-dessus, la tour de l'université. En bas, la mention du pays émetteur PORTUGAL et le millésime 2020. L'anneau externe de la pièce comporte les douze étoiles du drapeau européen. La pièce remplace celle initialement prévue consacrée à la participation du Portugal aux Jeux olympiques de Tokyo, reportée à 2021, comme les Jeux. |                |
| Graveur :                                                              | \| Gravure sur la tranche : \| Date : \| Tirage : \| \| \| Novembre 2020 \| 360 000 pièces \| |                |
| Gravure sur la tranche :                                               | Date : | Tirage :       |
|                                                                        | Novembre 2020 | 360 000 pièces |

| 2020                                                                            | |                |
| 75e anniversaire de l'Organisation des Nations unies fondée le 24 octobre 1945, | |                |
|                                                                                 | Emblème de l'Organisation des Nations unies sous le sigle de l'organisation en anglais et portugais UN et ONU, l'un en-dessous de l'autre, suivi du nombre 75 et des mots YEARS et ANOS (ans en anglais et portugais). En haut, le millésime 2020 et la mention du pays émetteur PORTUGAL. L'anneau externe de la pièce comporte les douze étoiles du drapeau européen. |                |
| Graveur : André Letria                                                          | \| Gravure sur la tranche : \| Date : \| Tirage : \| \| \| Octobre 2020 \| 510 000 pièces \| |                |
| Gravure sur la tranche :                                                        | Date : | Tirage :       |
|                                                                                 | Octobre 2020 | 510 000 pièces |

| 2021                                                           | |                |
| Participation du Portugal aux Jeux olympiques de Tokyo (Japon) | |                |
|                                                                | La pièce initialement prévue pour 2020 a été reportée en raison du report des Jeux olympiques, à cause de la pandémie de Covid-19. Esquisse du logo du Comité olympique du Portugal composé des anneaux olympiques et d'une croix, symbole de l'Ordre du Christ, entourée de la légende PORTUGAL NOS JOGOS OLÍMPICOS DE TÓQUIO '20 (Le Portugal aux Jeux olympiques de Tokyo '20) suivie du millésime 2021. L'anneau externe de la pièce comporte les douze étoiles du drapeau européen. |                |
| Graveur : Francisco Providência                                | \| Gravure sur la tranche : \| Date : \| Tirage : \| \| \| Mai 2021 \| 500 000 pièces \| |                |
| Gravure sur la tranche :                                       | Date : | Tirage :       |
|                                                                | Mai 2021 | 500 000 pièces |

| 2021                                                           | |                |
| Présidence portugaise du Conseil de l'Union européenne en 2021 | |                |
|                                                                | Représentation du lien entre la capitale portugaise et les autres capitales européennes, sous la forme d'une vingtaine de lignes obliques comprises dans un angle droit. Au-dessus de l'abscisse, inscription sur quatre lignes PRESIDÊNCIA DO CONSELHO DA UNIÃO EUROPEIA PORTUGAL 2021 (Présidence du Conseil de l'Union européenne Portugal 2021) recouvrant partiellement le graphique. L'anneau externe de la pièce comporte les douze étoiles du drapeau européen. |                |
| Graveur : Francisco Providência                                | \| Gravure sur la tranche : \| Date : \| Tirage : \| \| \| Janvier 2021 \| 500 000 pièces \| |                |
| Gravure sur la tranche :                                       | Date : | Tirage :       |
|                                                                | Janvier 2021 | 500 000 pièces |

| 2022                                                                         |                                                                                             |                  |
| 100e anniversaire de la traversée de l'Atlantique Sud par Coutinho et Cabral |                                                                                             |                  |
|                                                                              |                                                                                             |                  |
| Graveur :                                                                    | \| Gravure sur la tranche : \| Date : \| Tirage : \| \| \| MArs 2022 \| 1 015 000 pièces \| |                  |
| Gravure sur la tranche :                                                     | Date :                                                                                      | Tirage :         |
|                                                                              | MArs 2022                                                                                   | 1 015 000 pièces |

| 2022                                                | |
| 35e anniversaire du programme Erasmus, créé en 1987 | |
|                                                     | Tous les pays de l'Union européenne utilisant l'euro émettent une pièce de 2 euros commémorative pour le 35e anniversaire du programme Erasmus. Le philosophe, humaniste et théologien néerlandais Érasme écrivant, d'après le tableau Desiderius Erasmus de Hans Holbein le Jeune, entouré d'une série de lien formant des étoiles et le nombre 35. Sur son flanc, les années 1987-2022, les mots PROGRAMA ERASMUS et la mention du pays émetteur PORTUGAL . L'anneau externe de la pièce comporte les douze étoiles du drapeau européen. |
| Graveur : Joaquin Jimenez                           | \| Gravure sur la tranche : \| Tirage : \| \| \| 765 000 pièces \| |
| Gravure sur la tranche :                            | Tirage : |
|                                                     | 765 000 pièces |

| 2023                                   |  |
| Journées mondiales de la jeunesse 2023 |  |
|                                        |  |

| 2023 |  |
| '    |  |
|      |  |

## Pièces de collection
Le Portugal émet également des pièces de collection, qui ont valeur légale (et peuvent donc être utilisées chez les commerçants) uniquement au Portugal.